# Koror
Koror je jedním z ostrovů souostroví Palau. Na ostrově se nachází stejnojmenné město Koror (11 200 obyvatel), které bylo hlavním městem republiky Palau až do 7. října 2006. Dnes je hlavním městem Ngerulmud.
Ostrov Koror spolu s okolními menšími ostrůvky Rock Islands (světové dědictví UNESCO) tvoří stejnojmenný stát Koror (14 000 obyvatel), který je jedním ze 16 států tvořících republiku Palau.